# Beretta M18/30
Le mousqueton automatique Beretta 1918/30 ou MAB 18/30 est une arme semi-automatique dérivée du pistolet-mitrailleur Beretta 1918.

## Présentation
Le manque de fiabilité du P-M Beretta 1918 fit qu'il fut transformé en mousqueton semi-automatique. Comme son modèle, le MAB 18/30 possède une baïonnette pliante fixée sous le canon mais son chargeur est droit et introduit sous l'arme et non par-dessus.

## Diffusion
Le Beretta 18/30 fut choisi pour équiper les gardes forestiers italiens à la fin des années 1920 et participa ainsi à la Seconde Guerre mondiale. Ce MAB 18/30 fut aussi règlementaire en Argentine où il fut fabriqué sous licence comme Hafdasa C1. Enfin l'armée française le testa en 1939.

## Données numériques
- Calibre : 9 mm.
- Munition : 9 mm Glisenti.
- Longueur totale : 88 cm.
- Longueur avec baïonnette dépliée : 1,075 m.
- Longueur du canon : 31 cm.
- Masse sans chargeur : 3,080 kg.
- Capacité du chargeur : 15-25 cartouches.

## Sources imprimées
Cette notice est issue de la lecture des revues spécialisées et sites internet de langue française suivants :
- Cibles (Fr) ;
- Action Guns (Fr) ;
- J. Huon, Encyclopédie de l'Armement mondial, Éditions Crépin Leblond, 7 tomes, 2011-2015 ;
- R.L. Wilson, « L'univers de Beretta. Une légende internationale », Éditions Proxima, 2001 (traduction française d'un livre US publié en 2000).

## Sources internet
- Article « Beretta Mle 1918/30 » sur www.armeetpassion.com.
- Article « Beretta M1918 (variantes) » sur guns.fandom.com.